# Gare de Landrecies
La gare de Landrecies est une gare ferroviaire française de la ligne de Creil à Jeumont, située sur le territoire de la commune de Landrecies dans le département du Nord, en région Hauts-de-France.
Elle est mise en service en 1855 par la Compagnie des chemins de fer du Nord. C'est une halte voyageurs de la Société nationale des chemins de fer français (SNCF) desservie par des trains TER Hauts-de-France.

## Situation ferroviaire
Établie à 140 mètres d'altitude, la gare de Landrecies est située au point kilométrique (PK) 201,407 de la ligne de Creil à Jeumont, entre les gares d'Ors et de Hachette.

## Histoire
La station de Landrecies est mise en service le 21 octobre 1855 par la Compagnie des chemins de fer du Nord, lorsqu'elle ouvre la section de Saint-Quentin à Hautmont. Le tableau du classement par produit des gares du département du Nord pour l'année 1862, réalisé par Eugène de Fourcy ingénieur en chef du contrôle, place la station de Landrecies au 16e rang, et au 34e pour l'ensemble du réseau du Nord, avec un total de 303 857,04 fr. Dans le détail cela représente : 82 924,55 fr pour un total de 29 309 voyageurs transportés, la recette marchandises étant de 11 836,07 fr (grande vitesse) et 209 096,42 fr (petite vitesse).
En 1865 elle a toujours son bâtiment voyageurs provisoire. Un bâtiment définitif a été construit par la suite et détruit durant la Première Guerre mondiale.
En 1920, un modeste bâtiment de planches remplaçait le bâtiment voyageurs, détruit pendant la guerre. Il fera finalement place au bâtiment actuel, construit durant l’entre-deux-guerres[Quand ?].

## Service des voyageurs

### Accueil
Halte SNCF, c'est un point d'arrêt non géré (PANG) à entrée libre. Elle est équipée d'automates pour l'achat de titres de transport et dispose d'une salle d'attente.
Une passerelle permet la traversée des voies et le passage d'un quai à l'autre. 

### Desserte
Landrecies est desservie par des trains TER Hauts-de-France qui effectuent des missions entre les gares : de Busigny et de Maubeuge, ou Jeumont ; de Busigny et d'Aulnoye-Aymeries, ou de Maubeuge.

### Intermodalité
Un parking pour les véhicules y est aménagé.

## Service des marchandises
Cette gare est ouverte au service du fret.

## Patrimoine ferroviaire
Le bâtiment voyageurs actuel a été construit, après 1920, en remplacement de celui détruit durant la Première Guerre mondiale.

### Anciens bâtiments
L’aspect du bâtiment provisoire, construit vers 1855, n’est pas connu.
Le bâtiment qui le remplaça[Quand ?] était un bâtiment Nord correspondant au plan type standard pour les gares de grande et moyenne importante, avec un hall central doté d'un fronton, flanqué de deux ailes basses et de deux pavillons à étage. Un bâtiment de cette famille est toujours présent à la gare du Cateau.
À Landrecies, la façade est en brique, rythmées par des poutres dont la nature exacte n'est pas connue (pans-de-fer, pans-de-bois, moulures décoratives recouvertes d'enduit…), et le toit est en zinc. Le hall central, de trois travées sous bâtière transversale, est bordé par de courtes ailes basses de trois travées. Les pavillons latéraux sont à un étage et surmontés d'une toiture en pavillon (toiture à quatre versants). Tous les percements sont rectangulaires, contrairement aux gares standard Nord qui possèdent des portes et fenêtres à arcs bombés.
Ce bâtiment, comme la plupart des immeubles de la ville, ne survécut pas à la Première Guerre mondiale.

### Bâtiment actuel
Il s'agit d'un bâtiment proche du plan type standard pour les gares de la reconstruction mais possédant quelques différences :
- l’aile basse, de neuf travées, possède un fronton, à arc en plein cintre, pour l’entrée des voyageurs ;
- toutes les portes et fenêtres des façades longitudinales sont à linteau droit, au lieu des arcs bombés normalement utilisés ;
- une étroite porte de service, insérée entre deux travées de l'aile basse, est surplombée par un linteau se prolongeant au-dessus des fenêtres voisines ;
- la frise de l’aile et du corps de logis est unique : celle de l’aile, disposée plus bas que les linteaux, est composée de briques aux coins disposés en diagonale ; celle du corps de logis consiste en un damier de briques blanches et rouges, continu sur les quatre façades.